# Хардинес-дель-Рей (аэропорт)
Аэропорт Хардинес-дель-Рей (исп. Aeropuerto de Jardines del Rey) (ИАТА: CCC, ИКАО: MUCC) — аэропорт, расположенный на острове Кайо-Коко, входящем в состав кубинской провинции Сьего-де-Авила. Он получил свое название от архипелага Хардинес-дель-Рей, в который входит Кайо-Коко. Открытый в декабре 2002 года аэропорт был построен для лучшего обслуживания туристов на острове, которым ранее приходилось прибывать в аэропорт Максимо Гомеса, расположенный примерно в 70 км к югу. Аэропорт Хардинес-дель-Рей - единственный аэропорт на Кубе, частично управляемый иностранной компанией; Aena и ECASA совместно управляют аэропортом. Он принимает более 200 000 пассажиров в год, большинство из которых - иностранные туристы из Канады.

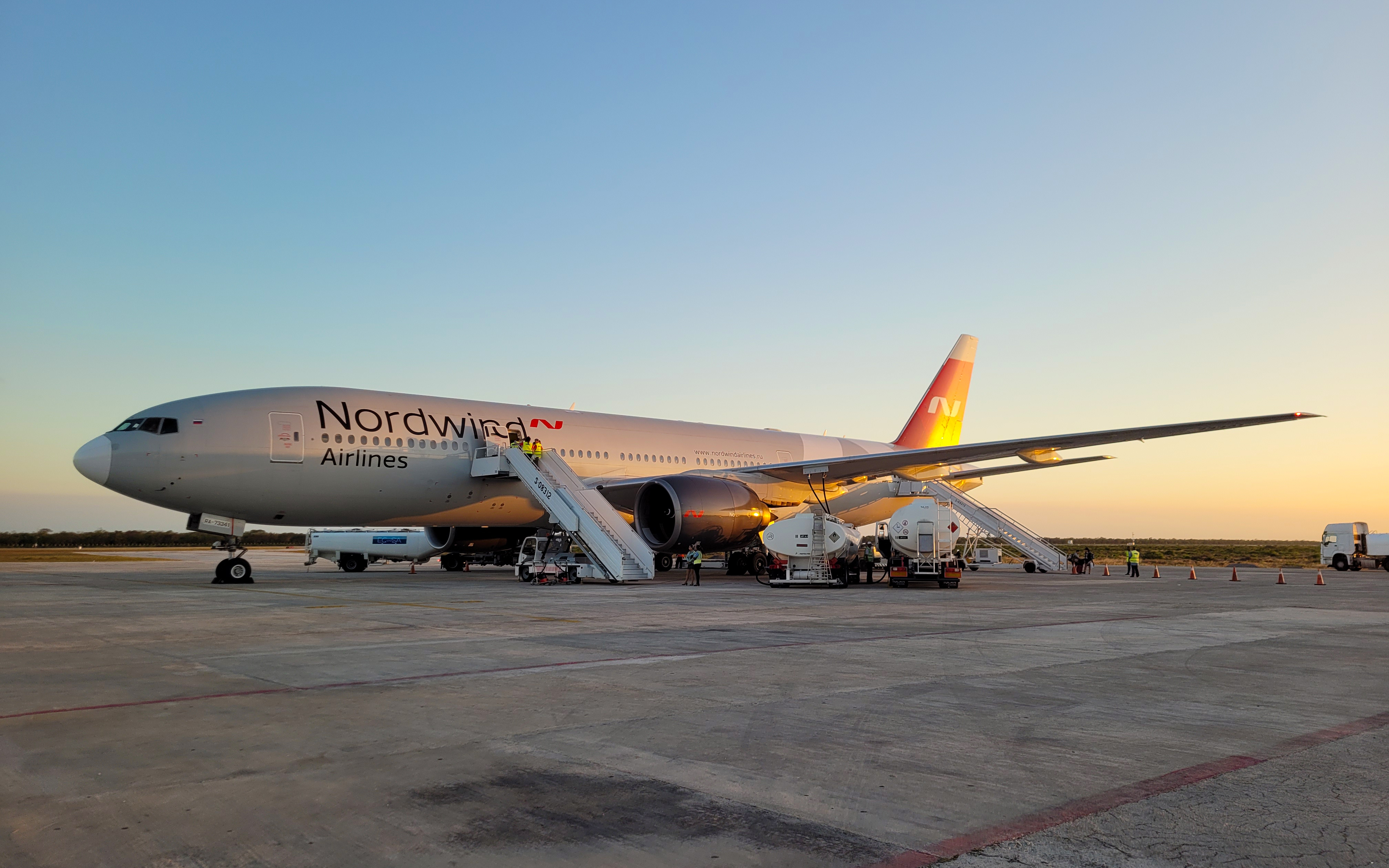
Boeing 777-200er авиакомпании Nordwind в аэропорту Кайо-Коко

## История
В начале 1990-х кубинское правительство начало развивать туристический сектор на Кайо-Коко, и было построено несколько курортов. Чтобы добраться до Кайо-Коко, туристам приходилось лететь в аэропорт Максимо Гомеса на материке, а затем добираться до острова на автобусе за час. Чтобы сделать путешествие на Кайо-Коко более удобным, кубинское правительство объявило в 1999 году, что построит новый аэропорт на самом острове. Экологи не одобрили выбор места для аэропорта, но правительство ответило, что это место находится в зоне, уже предназначенной для развития инфраструктуры. Между тем, существующий аэропорт Кайо-Коко, расположенный в более экологически чувствительном районе, был снесен и превращён в маленький природный парк.
Строительство аэропорта началось в январе 2000 года. Позже в том же году испанская аэропортовая компания Aena подписала контракт с кубинским правительством на строительство и эксплуатацию нового аэропорта, став, таким образом, первой иностранной организацией, управляющей кубинским аэропортом. Управление совместно с кубинской компанией ECASA.
Предполагалось, что первый этап проекта будет завершен в начале 2002 года и будет включать строительство взлетно-посадочной полосы, рулежных дорожек, перрона, диспетчерской вышки и временного терминала вместимостью 150 пассажиров.
Фактически аэропорт был официально открыт 26 декабря 2002 года после завершения строительства более крупного терминала, в результате чего годовая пропускная способность аэропорта должна была достичь 1,2 миллиона пассажиров.
Аэропорт сильно пострадал от урагана «Ирма» в сентябре 2017 года. Власти приступили к значительной реконструкции терминала, восстановив стены из бетона, чтобы они могли лучше выдерживать такие условия в будущем. Кроме того, были построены новые склады и установлена централизованная система кондиционирования воздуха. Аэропорт Хардинес-дель-Рей смог вновь открыться в начале ноября 2017 года, как раз к началу зимнего туристического сезона.

## Инфраструктура

### Терминал
Площадь терминала составляет 64 600 квадратных футов, и он может обслуживать до 600 пассажиров в час. Его удобства включают два VIP-зала, снэк-бар, ресторан, магазины беспошлинной торговли и пункт обмена валюты.

### Аэродром
В аэропорту Хардинес-дель-Рей есть единственная взлетно-посадочная полоса 08/26 размером 3000 на 45 метров, покрытая асфальтом, с характеристиками PCN57/F/B/X/T, оборудованная курсо-глиссадной системой посадки. Перрон имеет 7 мест стоянки и соединен с взлетно-посадочной полосой двумя рулежными дорожками шириной по 23 метра. С 2022 года идет работа по усилению ВПП, чтобы аэропорт мог принимать все виды воздушных судов без ограничений.

## Авиакомпании и пункты назначения
Когда-то в аэропорт прилетали самолеты разных авиакомпаний.
К 2023 году количество авиакомпаний, летающих в аэропорт сократилось. В 2023 году летают только: Cubana, Nordwind, Air Transat, Sunwing, Air Canada.

## Пассажиропоток
В 2004 году аэропорт обслужил более 200 000 человек за год

## Доступность
Аэропорт Хардинес-дель-Рей намного ближе к курортам Кайо-Коко, чем аэропорт Максимо Гомеса, который ранее обслуживал остров. Дорога связывает аэропорт и остальную часть Кайо-Коко с материковой частью Кубы.